# 迪齊吉
迪齊吉是土耳其的城鎮，位於該國南部地中海地區，由奧斯曼尼耶省負責管轄，面積460平方公里，海拔高度390米，鎮上有建於公元797年的阿巴斯王朝城堡，2010年人口41,272。

## 外部連結
- District governor's official website （页面存档备份，存于） （土耳其文）
- District municipality's official website （土耳其文）